# David Coromina
David Coromina Pararols, nacido el 9 de septiembre de 1974 en Santa Pau (Provincia de Gerona) es un exfutbolista profesional español. Jugaba de defensa y el primer equipo profesional fue el Fútbol Club Barcelona C.

## Trayectoria
Fue un defensa, cuya posición natural era la derecha, aunque podía jugar tanto en el centro como en la izquierda. Criado en la cantera del Fútbol Club Barcelona, se inició en el fútbol nacional en la temporada de 1995-1996 en la Segunda División B en el Barcelona C.
Tras otra temporada a caballo entre el Barcelona C y el B fichó por el Gimnàstic de Tarragona, en el cual estaría una temporada, en al que disputó 15 partidos. Posteriormente inicia su relación con el Palamós Club de Fútbol.
Con el equipo de Gerona desciende a Tercera División. Después conoce a Piterman y asciende a Segunda División B. Permanece en el equipo desde 1998 hasta las navidades del 2003, cuando es traspasado al Racing de Santander.
Con el Racing de Santander debutó en la Primera división de la liga española de fútbol. Fue el 2 de febrero de 2003 en el partido Valladolid 2 - 1 Racing de Santander. Permanece en el equipo hasta verano del 2004, disputando 30 partidos.
En 2004 ficha por el Deportivo Alavés. Esa temporada consigue el ascenso a Primera división con su club, colaborando en 33 partidos. En su tercera temporada en Primera división, Coromina juega 27 partidos sin destacar en exceso. Tristemente la temporada termina con el Alavés en Segunda División. En la temporada 2006-2007, con el ambiente enrarecido por culpa de Piterman, disputa 20 partidos, 17 como titular.
David Coromina, fue calificado durante bastante tiempo como jugador de Piterman, pero en los últimos dos años se ha observado un divorcio entre ambos, cuya culminación ha sido la decisión del jugador de quedarse bajo la disciplina de Fernando Ortiz de Zarate, nuevo dueño del equipo.

## Clubes
| Club                   | País   | Año     | División           | Part. | Goles |
| ---------------------- | ------ | ------- | ------------------ | ----- | ----- |
| FC Barcelona C         | España | 1995/96 | Segunda División B | -     | -     |
| FC Barcelona B         | España | 1996/97 | Segunda División A | -     | -     |
| Gimnàstic de Tarragona | España | 1997/98 |                    | -     | -     |
| Palamós Club de Fútbol | España | 1998/99 |                    | -     | -     |
| Palamós Club de Fútbol | España | 1999/00 |                    | -     | -     |
| Palamós Club de Fútbol | España | 2000/01 |                    | -     | -     |
| Palamós Club de Fútbol | España | 2001/02 |                    | -     | -     |
| Racing de Santander    | España | 2002/03 | Primera División   | -     | -     |
| Racing de Santander    | España | 2003/04 | Primera División   | -     | -     |
| Deportivo Alavés       | España | 2004/05 | Segunda División   | -     | -     |
| Deportivo Alavés       | España | 2005/06 | Primera División   | -     | -     |
| Deportivo Alavés       | España | 2006/07 | Primera División   | -     | -     |
| Deportivo Alavés       | España | 2007/08 | Primera División   | -     | -     |